# Young Lights
Young Lights é uma banda brasileira de indie rock e folk conhecida por suas músicas intensas e ao mesmo tempo climáticas. Formada no ano de 2013, em Belo Horizonte, inicialmente como um projeto solo de Jay Horsth (vocais, violão e piano) em que lançou um EP e um álbum. Para completar a primeira formação como banda completa, entraram João Pesce (contrabaixo), Vitor "Boss" Ávila (guitarra) e Gentil Nascimento (bateria). Essa formação gravou o segundo álbum da banda em 2017. No final de 2019 lançaram o primeiro trabalho com nova formação, saindo da banda Gentil e Vitor e entrando Bruno Mendes (bateria), Matheus Fleming (guitarra) e Henrique Corrêa (guitarra).
Young Lights, o disco homônimo da banda de 2017, foi eleito um dos melhores do ano por sites especializados como Popload e Tenho Mais Discos Que Amigos e a banda foi descrita pela revista Rolling Stone Brasil como "um dos principais nomes do indie rock brasileiro".

## Discografia
EPs
- 2013: An Early Winter

Álbuns de estúdio
- 2014: Cities
- 2017: Young Lights
- 2021: Somewhere Between Here and Now

Singles
- 2013: Alaska, I Just Want To Be Home
- 2014: Honestly
- 2015: I Want to Breathe You
- 2015: Baby Girl
- 2016: Loner
- 2017: Understand, Man
- 2017: Old and Gray
- 2019: Fast Heart (part. Gustavo Bertoni)
- 2019: Down River
- 2020: When You Were Here
- 2020: Please, Don't Die
- 2020: Pills
- 2020: It's Over... Now
- 2020:Your Gun

Versões
- 2020: Conversation 16 (The National)

## Integrantes
- Jay Horsth – vocal, violão e piano
- João Pesce – baixo
- Bruno Mendes – bateria
- Matheus Fleming – guitarra
- Henrique Corrêa – guitarra

Ex-integrantes
- Gentil Nascimento – bateria
- Vitor "Boss" Ávila – guitarra